# أجاي بهات
أجاي بهات (بالإنجليزية: Ajay Bhatt)‏ هو مهندس ومخترِع وعالم حاسوب هندي وأمريكي، ولد في 6 سبتمبر 1957 في كجرات في الهند.